# 2033
- Wikisource

| Calendário gregoriano                                                        | 2033 MMXXXIII                       |
| Ab urbe condita                                                              | 2786                                |
| Calendário arménio                                                           | 1483 – 1484                         |
| Calendário bahá'í                                                            | 189 – 190                           |
| Calendário budista                                                           | 2577                                |
| Calendário chinês                                                            | 4729 – 4730 Início a 31 de janeiro  |
| Calendário copta                                                             | 1749 – 1750                         |
| Calendário etíope                                                            | 2025 – 2026                         |
| Calendários hindus - Vikram Samvat - Calendário nacional indiano - Cáli Iuga | 2088 – 2089 1954 – 1955 5133 – 5134 |
| Calendário Holoceno                                                          | 12033                               |
| Calendário islâmico                                                          | 1455 – 1456                         |
| Calendário judaico                                                           | 5793 – 5794                         |
| Calendário persa                                                             | 1411 – 1412 Início a 20 de março    |
| Calendário rúnico                                                            | 2283                                |
| Calendário solar tailandês                                                   | 2576                                |

2033 (MMXXXIII, na numeração romana) será um ano comum do século XXI que começará num sábado, segundo o calendário gregoriano. A sua letra dominical será B. A terça-feira de Carnaval ocorrerá a 1 de março e o domingo de Páscoa a 17 de abril. Segundo o horóscopo chinês, será o ano do Boi, começando a 31 de janeiro.

| Evento                                                   | Data            | Hora  |
| -------------------------------------------------------- | --------------- | ----- |
| Aquário                                                  | 19 de janeiro   | 18:33 |
| Peixes                                                   | 18 de fevereiro | 08:34 |
| primavera no hemisfério norte e outono no hemisfério sul |                 |       |
| Carneiro/equinócio                                       | 20 de março     | 07:23 |
| Touro                                                    | 19 de abril     | 18:13 |
| Gémeos                                                   | 20 de maio      | 17:11 |
| verão no hemisfério norte e inverno no hemisfério Sul    |                 |       |
| Caranguejo/solstício                                     | 21 de junho     | 01:01 |
| Leão                                                     | 22 de julho     | 11:53 |
| Virgem                                                   | 22 de agosto    | 19:02 |
| Outono no Hemisfério Norte e Primavera no Hemisfério Sul |                 |       |
| Balança/equinócio                                        | 22 de setembro  | 16:52 |
| Escorpião                                                | 23 de outubro   | 02:28 |
| Sagitário                                                | 22 de novembro  | 00:16 |
| inverno no hemisfério norte e verão no hemisfério sul    |                 |       |
| Capricórnio/solstício                                    | 21 de dezembro  | 13:46 |

| UTC: Portugal Continental, Madeira, Guiné-Bissau e São Tomé e Príncipe Subtrair (-): 1 h nos Açores e Cabo Verde 2 h nas Ilhas oceânicas brasileiras 3 h em Brasília, em Goiás, na Amazônia Oriental Brasileira e no nordeste, sudeste e sul brasileiros 4 h na Amazônia Ocidental Brasileira, Mato Grosso e Mato Grosso do Sul 5 h no Acre e sudoeste do Amazonas Adicionar (+): 1 h em Angola e Guiné Equatorial 2 h em Moçambique 8 h em Macau 9 h em Timor-Leste. |
| Adicionar uma hora durante a vigência do horário de verão: Portugal Continental : De 27 de março a 30 de outubro de 2033 |

| Ano completo                   |
| ------------------------------ |
| Ano comum com início ao sábado |

## Eventos esperados e previstos
- Ano do Boi de Água, segundo o Horóscopo chinês.

### Março
- 30 de março - Eclipse solar total.[1]

### Abril
- 14 de abril - Eclipse lunar total.[2]

### Setembro
- 23 de setembro - Eclipse solar parcial.[3]

### Outubro
- 8 de outubro - Eclipse lunar total e Superlua.[4]
- 24 de outubro - Goiânia completerá seu centenário de sua fundação.

### Datas desconhecidas
- A fase final planejada da ligação ferroviária HS2 da Grã-Bretanha está programada para ser concluída neste ano.[5]

## Na ficção

### Nos Filmes
- Death Racers: um filme que retrata uma segunda guerra civil americana que começa em 2030 e termina em 2033 com a construção de uma grande cidade-prisão semelhante à situação em Escape from New York.

- Tank Girl: os eventos do filme ocorrem em 2033.

- 2033 (filme): um filme mexicano de ficção científica.[6]

### Na Música
- Drive-In Saturday (1973) de David Bowie, retrata um mundo colocado em 2033[7] em que seus habitantes se esqueceram de como se reproduzir e precisam assistir filmes pornográficos antigos para lembrar como é feito.[8]

### Nos Livros
- Metro 2033: um livro de ficção científica do escritor russo Dmitriy Glukhovskiy.

### Na Televisão
- Bubblegum Crisis: uma série anime de 8 episódios, lançada no formato OVA, onde os eventos ocorrem em 2032-2033.

- Mars (2016 TV series): A primeira missão tripulada a Marte ocorre em 2033.

- .hack//SIGN: passa-se em 2033.

- Star Trek: The Next Generation: o episódio "The Royale" da segunda temporada, afirma que a bandeira dos Estados Unidos será alterada para suportar 52 estrelas em 2033. O episódio mostra a nova bandeira como uma manta de astronauta e um estêncil em uma espaçonave. A Enciclopédia de Star Trek e a Cronologia de Star Trek detalham essa ocorrência, mas mostram um design de bandeira de 52 estrelas ligeiramente diferente.

### Nos Video games
- Metro 2033: jogo de tiro em primeira pessoa de horror e de sobrevivência.

- The Last of Us: um jogo eletrônico de ação-aventura cujos eventos se passam em 2033.

## Epacta e Idade da Lua
| Epacta gregoriana | 29 (XXIX) |
| Idade da Lua      | Letra M   |